# برین ویلسون
برین ویلسون (انگلیسی: Bryon Wilson؛ زادهٔ ۷ آوریل ۱۹۸۸) ورزشکار اسکی نمایشی اهل ایالات متحده آمریکا است.
وی در مسابقات کشوری و بین‌المللی در مجموع برندهٔ ۱ مدال برنز شده‌است.